# خوسيه سيربا
خوسيه سيربا (بالإسبانية: José Serpa) مواليد 17 أبريل 1979 في سوكري، كولومبيا، هو دراج كولومبي في صنف سباق الدراجات على الطريق. شارك في دورة الألعاب الأولمبية الصيفية.

## سجل النتائج

### المراكز
- حقق المركز الـ 5 في طواف سان لويس 2012

## روابط خارجية
- خوسيه سيربا على موقع الاتحاد الدولي للدراجات (الإنجليزية)
- خوسيه سيربا على موقع أرشيف الدراجات (الإنجليزية)
- خوسيه سيربا على موقع إحصائيات الدراجات الإحترافية (الإنجليزية)
- خوسيه سيربا على موقع نسبة الدراجات (الإنجليزية)
- خوسيه سيربا على موقع CycleBase (الإنجليزية)
- خوسيه سيربا على موقع أوليمبيديا (الإنجليزية)